# Hualin (köpinghuvudort i Kina, Heilongjiang Sheng, lat 44,68, long 129,68)
Hualin (kinesiska: 桦林, 桦林镇) är en köpinghuvudort i Kina. Den ligger i provinsen Heilongjiang, i den nordöstra delen av landet, omkring 270 kilometer sydost om provinshuvudstaden Harbin. Antalet invånare är 11 240. Befolkningen består av 5 507 kvinnor och 5 733 män. Barn under 15 år utgör 9,0 %, vuxna 15-64 år 80 %, och äldre över 65 år 10,0 %.
Runt Hualin är det tätbefolkat, med 636 invånare per kvadratkilometer. Närmaste större samhälle är Mudanjiang, 12,5 km sydväst om Hualin. Trakten runt Hualin består till största delen av jordbruksmark.
Genomsnittlig årsnederbörd är 895 millimeter. Den regnigaste månaden är juli, med i genomsnitt 188 mm nederbörd, och den torraste är januari, med 7 mm nederbörd.